# Trick or Treat Scooby-Doo!
Trick or Treat Scooby-Doo! (no Brasil, Scooby-Doo! Gostosuras ou Travessuras) é um filme de animação e mistério.

## Sinopse
Após a turma do Scooby-Doo ajudar a prender a chefe de um sindicato do crime, Fred sente falta de mistérios interessantes para desvendar. Salsicha e Scooby-Doo só querem curtir o Halloween, mas fantasmas e inimigos clássicos aparecem para ameaçar Vilalegal. Agora cabe às crianças intrometidas capturar os pilantras!